# Liga de Desenvolvimento Sub-16 da CBF
A Liga de Desenvolvimento Sub-16 é uma competição de futebol feminino organizada pela Confederação Brasileira de Futebol (CBF). Sua criação remonta ao ano de 2017, como parte integrante do programa "Evolución" promovido pela Confederação Sul-Americana de Futebol (CONMEBOL). Essa competição desempenha um papel fundamental como uma fase classificatória para a Festa Evolução.
Desde a sua edição inaugural, a competição adota consistentemente um formato misto, que compreende uma fase de grupos seguida por duas etapas eliminatórias. O São Paulo detém a posição de maior vencedor, com a conquista de três títulos em sua trajetória na competição.

## História
A Liga de Desenvolvimento Sub-16 teve seu início competitivo no ano de 2017, estabelecendo-se como a etapa nacional da Festa Evolução, iniciativa promovida pela CONMEBOL com o intuito de estimular o progresso do futebol na região sul-americana. Nas duas primeiras edições deste torneio, o São Paulo destacou-se ao conquistar o título, superando nas finais a equipe da Chapecoense.. O clube catarinense garantiu sua presença em uma decisão em 2019, porém, desta vez, acabou sendo derrotado pelo Internacional.
No ano de 2020, a Liga estava originalmente programada para iniciar no final de novembro. No entanto, devido às circunstâncias relacionadas à pandemia de COVID-19, a competição foi cancelada. O retorno ocorreu no ano subsequente, em 2021, com a Ferroviária conquistando o título. Porém, no ano seguinte, voltou a ser suspensa. Somente em 2023, o São Paulo sagrou-se campeão pela terceira vez e marcou um novo capítulo na história da competição.

## Campeões

### Títulos por clube
| Pos | Clube         | Títulos | Vices | 3.º lugar | 4.º lugar |
| --- | ------------- | ------- | ----- | --------- | --------- |
| 1.ª | São Paulo     | 3       | —     | 1         | 2         |
| 2.ª | Ferroviária   | 2       | 1     | —         | —         |
| 3.ª | Internacional | 1       | —     | 3         | 1         |
| 4.ª | Chapecoense   | —       | 3     | —         | —         |
| 5.ª | Santos        | —       | 1     | 1         | —         |
| 6.ª | Corinthians   | —       | 1     | —         | 1         |
| 7.ª | Fluminense    | —       | —     | 1         | —         |
| 8.ª | Aliança       | —       | —     | —         | 1         |
| 8.ª | Grêmio        | —       | —     | —         | 1         |

### Títulos por federação
| Pos | Clube             | Títulos | Vices | 3.º lugar | 4.º lugar |
| --- | ----------------- | ------- | ----- | --------- | --------- |
| 1.ª | São Paulo         | 5       | 3     | 2         | 3         |
| 2.ª | Rio Grande do Sul | 1       | —     | 3         | 2         |
| 3.ª | Santa Catarina    | —       | 3     | —         | —         |
| 4.ª | Rio de Janeiro    | —       | —     | 1         | —         |
| 5.ª | Goiás             | —       | —     | —         | 1         |

### Títulos por região
| Pos | Clube        | Títulos | Vices | 3.º lugar | 4.º lugar |
| --- | ------------ | ------- | ----- | --------- | --------- |
| 1.ª | Sudeste      | 5       | 3     | 3         | 3         |
| 2.ª | Sul          | 1       | 3     | 3         | 2         |
| 3.ª | Centro-Oeste | —       | —     | —         | 1         |